# Ngựa Iomud
Ngựa Iomud là một giống ngựa nhẹ từ Turkmenistan. Giống như các giống ngựa Turkmen khác, nó được đặt tên theo bộ tộc Turkmen đã nuôi nó, Iomud. Cả tên của con ngựa và tên của tộc Turkmen có thể được viết theo nhiều cách, bao gồm Iomud, Yomud, Yamud và Yomut. Ngựa Iomud được nuôi dưỡng ở Turkmenistan, đặc biệt là trong velayat của Daşoguz; ở Uzbekistan, Karakalpakstan (nay là một phần của Uzbekistan), đặc biệt là ở vùng Khwarezm và ở Iraq, Iran và Thổ Nhĩ Kỳ.:30 Không giống như Akhal-Teke, nó thường được giữ trong đàn trong các khu vựa sa mạc hoặc bán hoang mạc.:297

## Lịch sử
Giống như các giống ngựa Turkmen khác - bao gồm cả Akhal-Teke, Ersari, Goklan, Salor và Sarik - giống Iomud được đặt tên cho bộ tộc Turkmen hình thành nó, Iomud. Những người Iomud chiếm phần phía bắc của Turkmenistan hiện đại, từ bờ biển phía đông của Biển Caspian ở phía tây đến khu vực Daşoguz, ở rìa phía bắc của Sa mạc Karakum. Chúng chủ yếu tập trung trong các Wilayah của Balkan và Daşoguz,:30 và đây được xem là khu vực xuất xứ của giống ngựa Iomud.:297
Vào thế kỷ XX, số lượng ngựa thuộc giống Iomud đã giảm dần. Năm 1980, trong thời Xô Viết, tổng số được ghi nhận là 964 con, trong đó 616 con được coi là thuần chủng. Năm 1983, các trại nuôi ngựa được thiết lập với mục đích tăng số lượng ngựa giống từ 140 lên khoảng 250. Một trang trại bảo tồn cũng được thành lập ở quận Gyzyletrek, ở tây nam Turkmenistan.:297
Iomud đã đóng góp đáng kể vào sự phát triển của giống ngựa Lokai ở Tajikistan.:88